# 恋降る月夜に君想ふ
『恋降る月夜に君想ふ』（こいふるつきよにきみおもう）は、King & Princeのシングル。同グループ8枚目のシングルとして2021年10月6日にユニバーサルミュージックからリリースされた。

## 解説
表題曲は、メンバーの平野紫耀が主演を務める、東宝配給映画『かぐや様は告らせたい 〜天才たちの恋愛頭脳戦〜 ファイナル』の主題歌となっており、同作の前作品「かぐや様は告らせたい 〜天才たちの恋愛頭脳戦〜」の主題歌「koi-wazurai」の作家陣が再集結して制作されている。前作は「運命の起源」をイメージしていたが、今作は「その運命の行き先」に焦点を当て、「かぐや姫」というテーマを意識しオマージュしたラブソングとなっている。カップリング曲の「You are my hero」は、混迷を極めている時に希望を与え、光に満たされているような応援ソングとなっており、「セブン-イレブン」2021年クリスマスCMソングに起用されている。
ミュージック・ビデオの再生回数が本作品のリリース日に1,000万回を突破した。
2021年12月31日放送の『第72回NHK紅白歌合戦』で歌唱された。

## リリース
初回限定盤A、初回限定盤Bと通常盤の全3形態で発売。初回限定盤A、初回限定盤BのみDVDが付属している。

### 先着外付け特典
- 初回限定盤A - ステッカーシート（A6サイズ）[14]
- 初回限定盤B -クリアポスター（A4サイズ） [14]
- 通常盤 - バンダナ[14]

### 通常盤 特典
- セブン-イレブン×King & Prince アナザージャケット[10]

## 収録曲

### CD

#### 通常盤
1. 恋降る月夜に君想ふ (4:29)
作詞：栗原暁（Jazzin' park） / 作曲：久保田真悟（Jazzin' park）、栗原暁（Jazzin' park） / 編曲：久保田真悟（Jazzin' park）、ha-j
  - 平野紫耀主演 映画『かぐや様は告らせたい〜天才たちの恋愛頭脳戦〜 ファイナル』主題歌
2. You are my hero (4:20)
作詞：草川瞬 / 作曲：Susumu Kawaguchi、草川瞬、佐原康太 / 編曲：佐原康太、ストリングアレンジ：門脇大輔
  - King & Prince出演「セブン-イレブン」2021年クリスマスCMソング
3. Kiss & Cry (3:57)
作詞・作曲：mei / 編曲：久保田真悟（Jazzin' park）、ブラスアレンジ：村田陽一
4. Easy Go (3:58)
作詞：JUN / 作曲：Josef Melin、Christofer Erixon / 編曲：Josef Melin

#### 初回限定盤A
1. 恋降る月夜に君想ふ
2. 泣き笑い (4:44)
作詞：向井太一、CELSIOR COUPE / 作曲・編曲：CELSIOR COUPE

#### 初回限定盤B
1. 恋降る月夜に君想ふ
2. NANANA (3:32)
作詞：Toru Ishikawa / 作曲：Toru Ishikawa、SLAY HIROKI / 編曲：SLAY HIROKI
「ティアラ」と名づけたファンの4歳の誕生日となる2022年5月26日5時26分に公式SNSが更新され、誕生日プレゼントとして平野と髙橋が振付を担当したダンスプラクティス動画がYouTubeに投稿された[15]。

### DVD

#### 初回限定盤A
1. 「恋降る月夜に君想ふ」Music Video
2. 「恋降る月夜に君想ふ」Music Video Making

#### 初回限定盤B
1. 「恋降る月夜に君想ふ」-Re:Sence LIVE ver.-（King & Prince CONCERT TOUR 2021 〜Re:Sense〜 @大阪城ホール 2021.07.25）
2. 「You are my hero」Special Movie

## チャート成績
初週44.2万枚を売り上げ、10月12日付けのオリコン週間シングルランキングで初登場1位を記録。デビューシングルからの初週30万枚超えも8作連続となり、KinKi Kids『雨のMelody/to Heart』以来22年ぶり、史上2組目の達成となった。